# 王昶 (清)

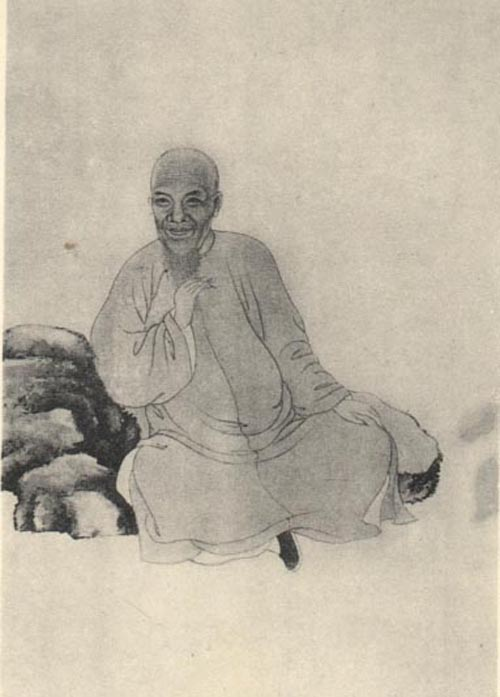
王昶

王 昶（おう ちょう、1725年 - 1807年）は、中国清代の乾隆時期の学者。字は徳甫。号は述庵。世間には蘭泉先生として知られる。松江府青浦県珠街閣（現在の上海市青浦区朱家角鎮）の出身。

## 略歴
乾隆19年（1754年）に進士となり、官職は刑部右侍郎にいたった。経学に堪能であり、考證にも精通していた。『金石萃編未刻稿』160巻は、中国の金石学、東洋史学の一到達点であった。
詩・詞・文をよくし、詞は姜夔・張炎をならい、文は韓愈を模範とした。

## 著書
- 『春龍堂詩文集』
- 『青浦詩伝』
- 『湖海詩伝』
- 『明詞綜』
- 『清詞綜』